# Araneus sicki
Araneus sicki är en spindelart som beskrevs av Levi 1991. Araneus sicki ingår i släktet Araneus och familjen hjulspindlar. Inga underarter finns listade i Catalogue of Life.